# Vayres (Haute-Vienne)
Vayres (okzitanisch Vairas) ist eine französische Gemeinde mit 708 Einwohnern (Stand 1. Januar 2022) im Département Haute-Vienne in der Region Nouvelle-Aquitaine.

## Geographie
Die Gemeinde liegt rund 35 Kilometer westsüdwestlich von Limoges und grenzt bereits an das benachbarte Département Charente. Nachbargemeinden sind:
- Rochechouart im Norden,
- Saint-Auvent im Nordosten,
- Oradour-sur-Vayres im Südosten,
- Saint-Bazile im Süden,
- Chéronnac im Westen sowie
- Videix und Pressignac (Dép. Charente) im Nordwesten.

Das Gemeindegebiet gehört zum Regionalen Naturpark Périgord-Limousin und wird vom gleichnamigen Fluss Vayres nach Norden entwässert.

### Geologie
Vayres liegt in der Randzone des etwa 200 Millionen Jahre alten Meteoriten-Einschlagkraters Rochechouart-Chassenon. Seltene Gesteinsfunde zeugen noch heute davon.

## Bevölkerungsentwicklung
| Jahr      | 1968 | 1975 | 1982 | 1990 | 1999 | 2006 | 2011 |
| Einwohner | 1388 | 1127 | 991  | 946  | 873  | 833  | 830  |

## Gemeindepartnerschaften
- Laguardia (Spanien), seit 1991